# Bocianowo (Kolno)
Bocianowo (deutsch Bodzianowo, 1930 bis 1945 Buchental) ist ein Ort in der polnischen Woiwodschaft Ermland-Masuren. Er gehört zur Gmina Kolno (Landgemeinde Groß Köllen) im Powiat Olsztyński (Kreis Allenstein).

## Geographische Lage
Der vor 1785 Butschinowo, nach 1785 Bodschanowen und nach 1820 Bodczianowo genannte Weiler bestand in seinem Kern aus ein paar kleinen Gehöften. Im Jahre 1820 wurde Bodzianowo als ein adliges Bauerndorf mit zehn Feuerstellen bei 102 Einwohnern erwähnt.
Als Landgemeinde Bodzianowo wurde der kleine Ort in den 1874 gebildeten Amtsbezirk Kabienen (polnisch Kabiny) im ostpreußischen Kreis Rößel eingegliedert. 38 Einwohner zählte Bodzianowo im Jahre 1910.
Am 30. September 1928 wurden die Nachbargutsbezirke Bansen (polnisch Bęsia) und Ottenburg (Wólka) nach Bodzianowo eingemeindet, allerdings um den Preis, dass die Landgemeinde Bodzianowo in „Landgemeinde Bansen“ umbenannt wurde. Der Ort Bodzianowo selbst erhielt am 27. Juni 1930 – wohl aus politisch-ideologischen Gründen der Abwehr fremdländisch klingender Ortsnamen – die neue Bezeichnung „Buchental“.
Als 1945 in Kriegsfolge das gesamte südliche Ostpreußen an Polen fiel, bekam Buchental die polnische Namensform „Bodianowo“. Der Ort ist heute nicht mehr bewohnt, es stehen dort auch keine Gebäude. Seine Ortsstelle gehört zum Gebiet der Landgemeinde Kolno (Groß Köllen) im Powiat Olsztyński (Kreis Allenstein), von 1975 bis 1998 der Woiwodschaft Olsztyn, seither der Woiwodschaft Ermland-Masuren zugehörig.

## Kirche
Bis 1945 war Bodzianowo resp. Buchental in die evangelische Kirche Bischofsburg (polnisch Biskupiec) in der Kirchenprovinz Ostpreußen der Kirche der Altpreußischen Union eingegliedert. Bocianowo gehört auch heute noch zu Biskupiec mit der evangelischen Kapelle, die vom Pfarramt Sorkwity (Sorquitten) in der Diözese Masuren der Evangelisch-Augsburgischen Kirche in Polen betreut wird.
Römisch-katholischerseits war Bodzianowo bzw. Buchental vor 1945 nach Groß Köllen (polnisch Kolno) im damaligen Bistum Ermland eingepfarrt. Der Bezug zur Drei-Königs-Kirche Kolno besteht auch heute noch für Bocianowo, die nun allerdings dem Erzbistum Ermland zugeordnet ist.

## Verkehr
Nach Bocianowo führt ein Weg von Bęsia (Bansen) aus, ebenso auch vom Nachbarort Wólka (Ottenburg)